# Vlindertuin

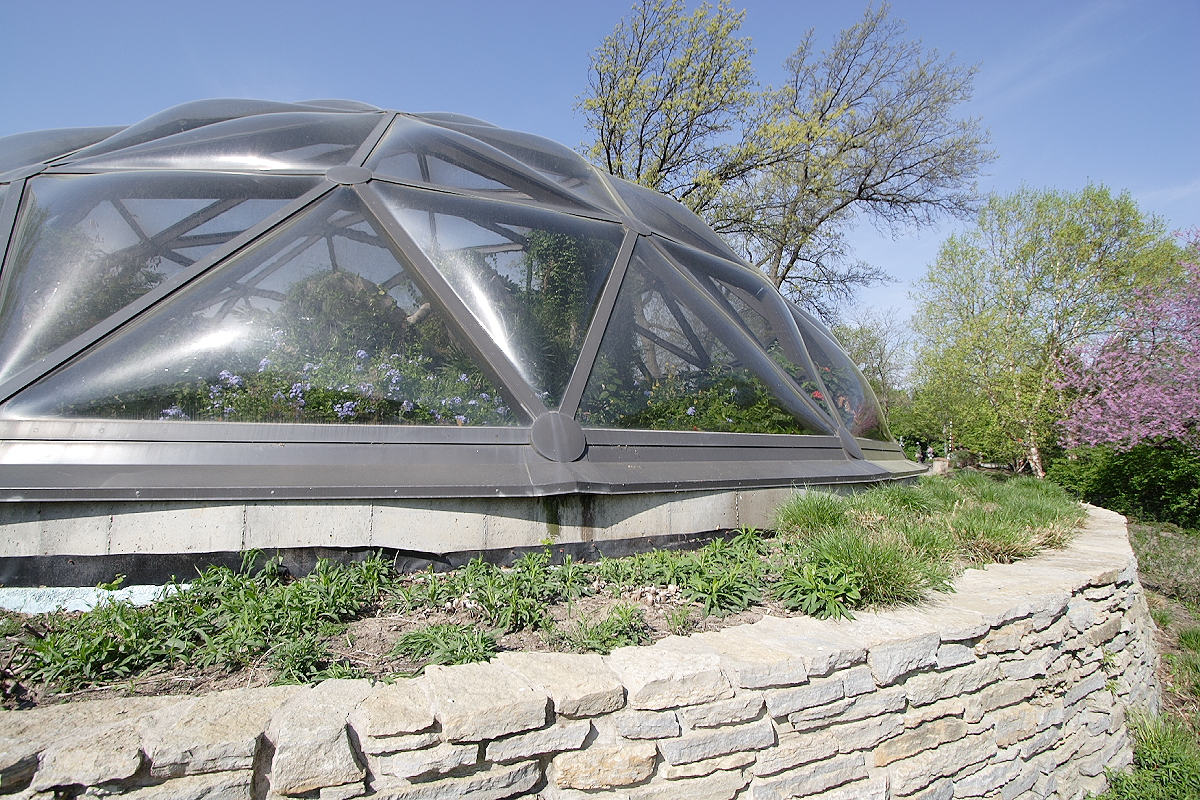
Tropische vlindertuin, Monsanto Insectarium

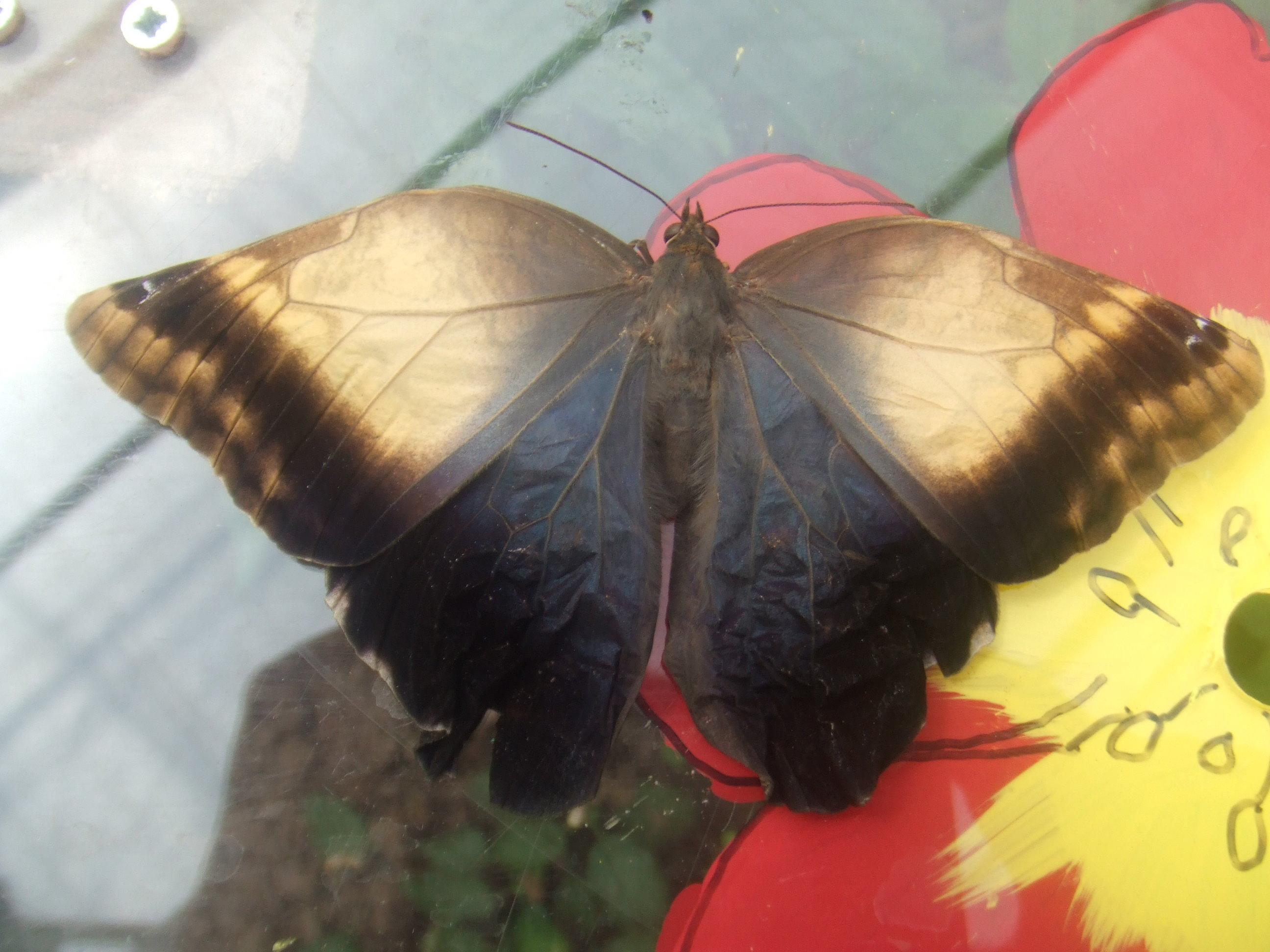
Vlinder op platform in tropische vlindertuin van de Passiflorahoeve

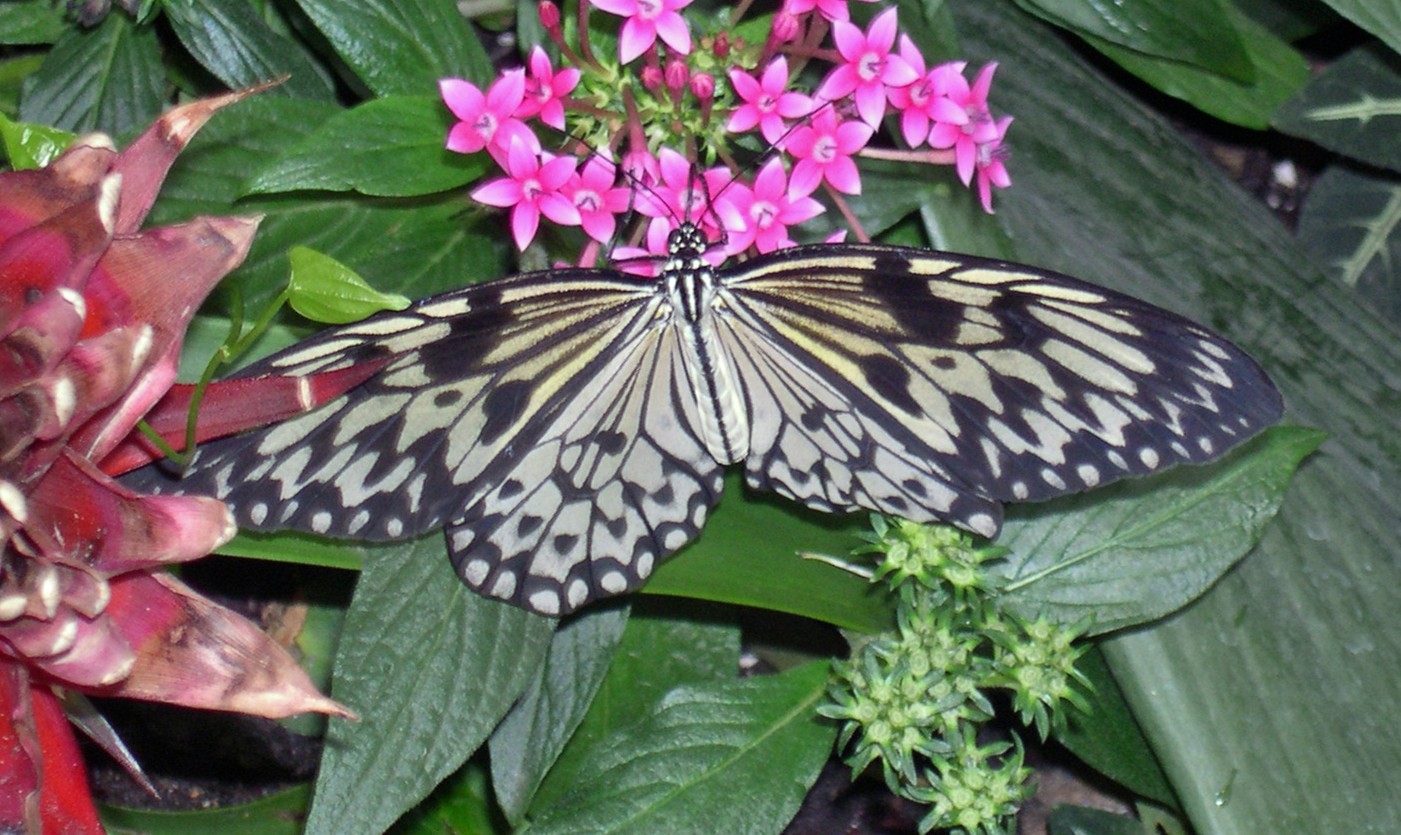
Idea leuconoe in de tropische vlindertuin van Diergaarde Blijdorp

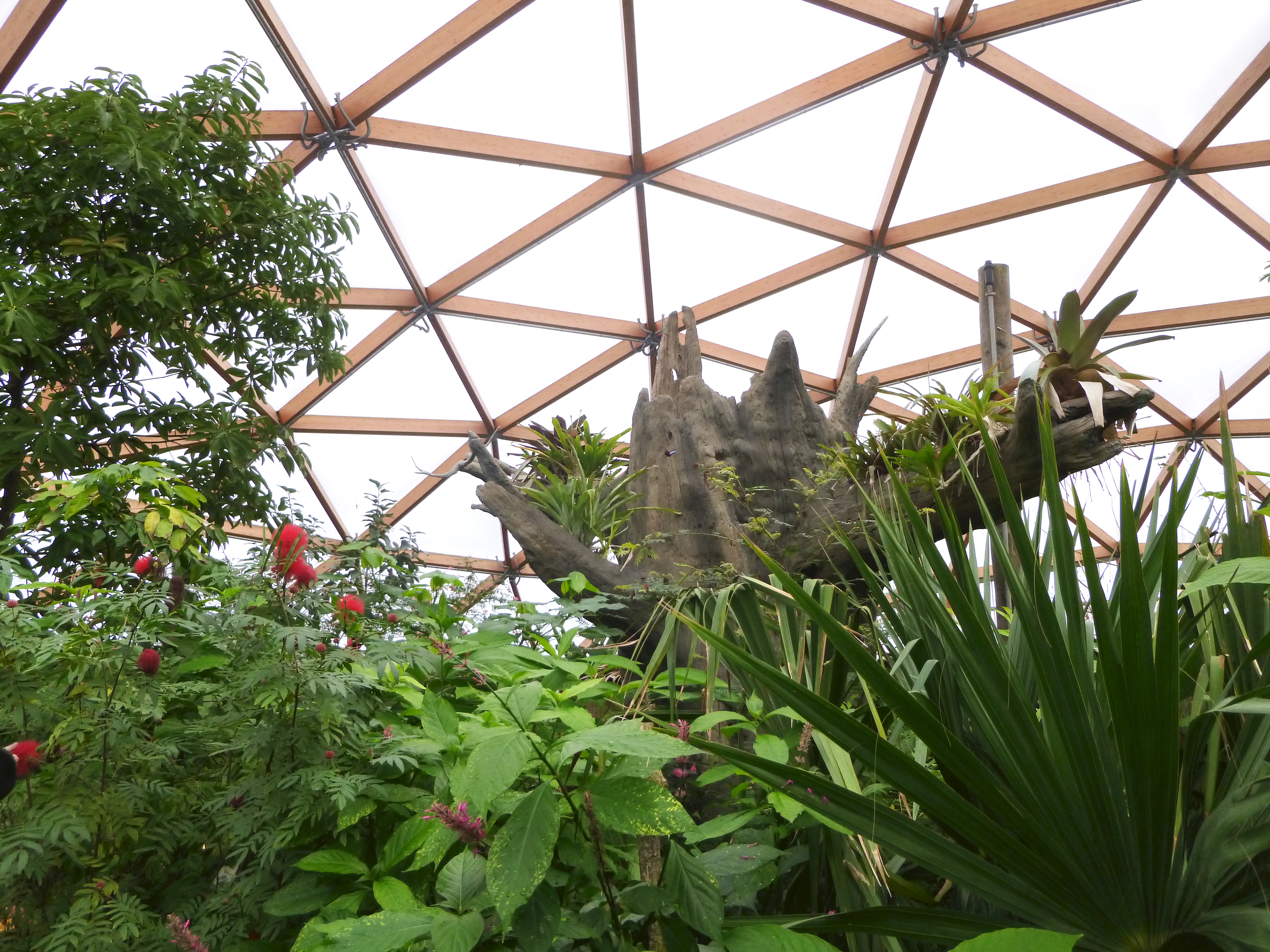
Tropische vlindertuin Amazonica in Diergaarde Blijdorp Rotterdam

Een vlindertuin is een tuin die speciaal is ingericht voor het houden van vlinders. In vlindertuinen groeien planten die nectar leveren voor vlinders en waardplanten voor de rupsen. Er wordt een onderscheid gemaakt tussen al dan niet door gaas overdekte buitentuinen en tropische vlindertuinen die in broeikassen zijn gevestigd.
In buitentuinen komen inheemse vlinders voor die door planten als de vlinderstruik worden aangetrokken. In overdekte buitentuinen kunnen ook uitheemse vlinders worden gehouden als deze uit streken komen met een vergelijkbaar klimaat als de inheemse vlinders.
In tropische vlindertuinen worden tropische vlinders en planten gehouden. Er zijn vaak nectarplatforms omdat het moeilijk is om de nectar leverende planten voortdurend te laten bloeien. Op deze platforms zitten kuipjes met daarin een vloeistof met een samenstelling die gebaseerd is op die van nectar (bevat onder andere koolhydraten en aminozuren).  Ook wordt er vaak fruit op deze platforms gelegd. Om de vlinders ernaartoe te lokken worden op deze platforms vaak bloemen geschilderd. Deze worden door de vlinders aangezien voor echte bloemen, zodat ze vanzelf naar het platform vliegen. In dit soort vlindertuinen zijn ook vaak poppenkasten gevestigd, waar de vlinders zich verpoppen.
De International Association of Butterfly Exhibitors and Suppliers (IABES) is een organisatie die zich richt op de internationale promotie van vlindertuinen.

## Prominente vlindertuinen

### Nederland
- Buitentuinen:
  - Botanische Tuin De Kruidhof, Buitenpost
  - Passiflorahoeve, Harskamp
  - Vlindervallei, Zoo Parc Overloon, Overloon
  - Vlindertuin De Zindering, Tiel
  - Vlinderhof, Máximapark, Utrecht
  - Botanische Tuin Fort Hoofddijk, Utrecht

- Tropische vlindertuinen:
  - Vlinderpaviljoen, Artis, Amsterdam
  - Vlinderkas, Hortus Botanicus Amsterdam, Amsterdam
  - Burgers' Mangrove, Arnhem
  - Vlindertempel, Wildlands Adventure Zoo Emmen, Emmen
  - Passiflorahoeve, Harskamp
  - Vlinderparadijs Papiliorama, Havelte
  - Vlindertuin Berkenhof, Kwadendamme
  - Vlinders aan de Vliet, Leidschendam
  - Vlindertuin Vlinderica, Pantropica, Luttelgeest
  - vlindertuin in Texel ZOO, Oosterend
  - Amazonica, Diergaarde Blijdorp, Rotterdam
  - Tropische vlindertuin, Botanische Tuinen Fort Hoofddijk, Utrecht
  - Vlindertuin Vlindorado, Waarland
  - Vlindertuin De Kas, Zutphen

### België
- Wintertuin in ZOO Antwerpen, Antwerpen
- La grange aux papillons, Chimay (permanent gesloten)
- Vlindertuin Knokke, Knokke (sloot eind 2010 de deuren[1])

### Luxemburg
- Päiperleksgaart Jardin des Papillons, Grevenmacher

### Duitsland
- Mainau

### Zwitserland
- Papiliorama, Kerzers

### Suriname
- Neotropical Butterfly Park, Lelydorp, ten zuiden van Paramaribo

### Verenigde Staten
- Butterfly House, (valt onder het bestuur van de Missouri Botanical Garden), Chesterfield, Missouri
- Butterfly World, Coconut Creek, Florida
- Monsanto Insectarium, Saint Louis Zoological Park, Saint Louis, Missouri

### Australië
- Vlindertuin in de zoo van Melbourne